# Natri metasilicat
Natri metasilicat là hợp chất vô cơ có công thức hóa học là Na2SiO3, là thành phần chính của dung dịch natri silicat trong thương mại. Nó là một hợp chất ion bao gồm các cation natri Na+ và các anion metasilicat cao phân tử [–SiO32-–]n. Nó là một chất rắn tinh thể không màu có tính hút ẩm và dễ tan, hòa tan trong nước (tạo ra dung dịch kiềm) nhưng không tan trong rượu.

## Điều chế và tính chất
Hợp chất dạng khan có thể được điều chế bằng cách nung chảy silic dioxide SiO2 (silica, thạch anh) với natri oxide Na2O theo tỉ lệ mol 1:1.
Hợp chất kết tinh từ dung dịch dưới dạng các hydrat khác nhau, chẳng hạn như:
- Pentahydrat Na2SiO3·5H2O (CAS 10213-79-3, EC 229-912-9, PubChem 57652358)
- Nonahydrat Na2SiO3·9H2O (CAS 13517-24-3, EC 229-912-9, PubChem 57654617)[3]

## Cấu trúc
Trong chất rắn dạng khan, anion metasilicat thực sự là cao phân tử, bao gồm SiO4 dạng tứ diện ở góc, và không phải là ion SiO32− rời rạc.
Ngoài dạng khan, còn có các dạng hydrat khác có công thức là Na2SiO3·nH2O (trong đó n = 5, 6, 8, 9), chứa anion dạng tứ diện SiO2(OH)22− gần như rời rạc với nước hydrat hóa. Ví dụ, natri silicat pentahydrat Na2SiO3·5H2O được bán trên thị trường được điều chế dưới dạng Na2SiO2(OH)2·4H2O, và nonahydrat Na2SiO3·9H2O được điều chế dưới dạng Na2SiO2(OH)2·8H2O. Các dạng pentahydrat và nonahydrat có số CAS của riêng chúng, lần lượt là 10213-79-3 và 13517-24-3.

## Sử dụng
Natri metasilicat phản ứng với acid để tạo ra silica gel.
- Xi măng và chất kết dính - natri metasilicat khử nước tạo thành xi măng hoặc chất kết dính.
- Bột giấy và chất hồ và chất đệm/chất ổn định khi trộn với hydro peroxide.
- Xà phòng và chất tẩy rửa - như một chất nhũ hóa và chất tạo huyền phù.
- Các ứng dụng ô tô - ngừng hoạt động của động cơ cũ (chương trình CARS), chất làm kín hệ thống làm mát, sửa chữa khí thải.
- Chất bảo quản trứng - niêm phong trứng để tăng thời hạn sử dụng.
- Thủ công mỹ nghệ - hình thành "măng đá" bằng cách phản ứng với và kết tủa các ion kim loại. Cũng được sử dụng như một loại keo được gọi là "thủy tinh hòa tan."
- Bộ dụng cụ nhuộm tóc